# У день свята
«У день свята» (рос. «В день праздника») — радянський художній фільм, знятий у 1978 році  Петром Тодоровським.

## Сюжет
9 травня 1978 року збирається родина ветерана Великої Вітчизняної війни Пантелеймона Дмитровича Гриніна. Пантелеймон Дмитрович — колишній шахтар. Він вирішує познайомити сім'ю з перукарем Зінаїдою, з якою у нього любовні відносини. Події фільму розвиваються протягом доби.

## У ролях
- Микола Пастухов —  Пантелеймон Дмитрович Гринін
- Людмила Зайцева —  Зінаїда, перукарка
- Геннадій Корольков —  Василь, син Гриніна
- Алла Мещерякова —  Лідія, дружина Василя
- В'ячеслав Платонов —  Міша, син Гриніна
- Ніна Зоткіна —  Світа, дружина Михайла
- Ксенія Мініна —  Катя, дочка Гриніна
- Марлен Хуцієв —  Рамзес, друг і колега Каті
- Ольга Гобзєва —  Даша
- Олег Голубицький —  Віллен, чоловік Даші
- Леонід Чубаров —  Семен
- В'ячеслав Говалло —  Тихон Клещєв, міліціонер, друг Гриніна
- М. Максимов —  Льоха
- Тетяна Божок —  Анна Павлівна, подруга Сергія
- Валерій Мартинов —  друг Міши
- Станіслав Садальський —  Сергій, шахтар
- Леонід Трутнєв —  друг Михайла, шахтар
- Олександр Філіппенко —  Козлов, бригадир гірників
- Надія Матушкина —  епізод
- Людмила Цвєткова —  епізод

## Знімальна група
- Режисер — Петро Тодоровський
- Сценарій — Валентин Коновалов, Петро Тодоровський
- Оператор — Вадим Алісов
- Композитор — Ісаак Шварц
- Художник — Леван Шенгелія
- Монтаж — Регіна Песецька